# Grande Commande
La Grande commande fu una commissione di statue ordinata da Luigi XIV di Francia per decorare il parterre d'eau dei Giardini di Versailles come erano stati inizialmente concepiti nel 1672. La commessa, che includeva 24 statue in quattro gruppi, venne ordinata nel 1674. Disegnate da Charles Le Brun dall'Iconologia di Cesare Ripa, le statue vennero eseguite dai migliori scultori d'epoca.
Mantenendo il concetto di accentuare le linee verticali delle statue in relazione alla facciata del giardino verso il castello, le statue della Grande commande vennero trasferite in altra collocazione nei giardini dal 1684.

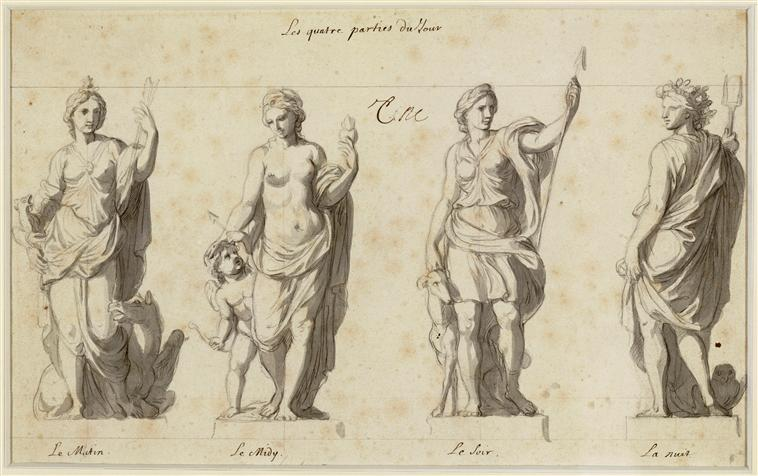
Charles Le Brun, Le quattro parti del giorno
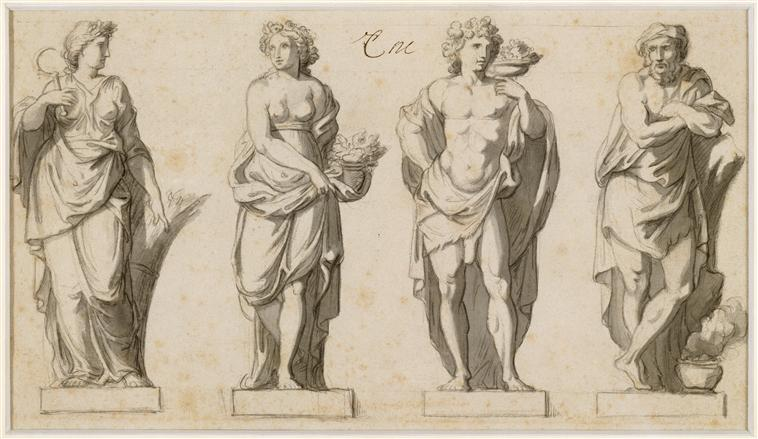
Le Brun, Le quattro stagioni
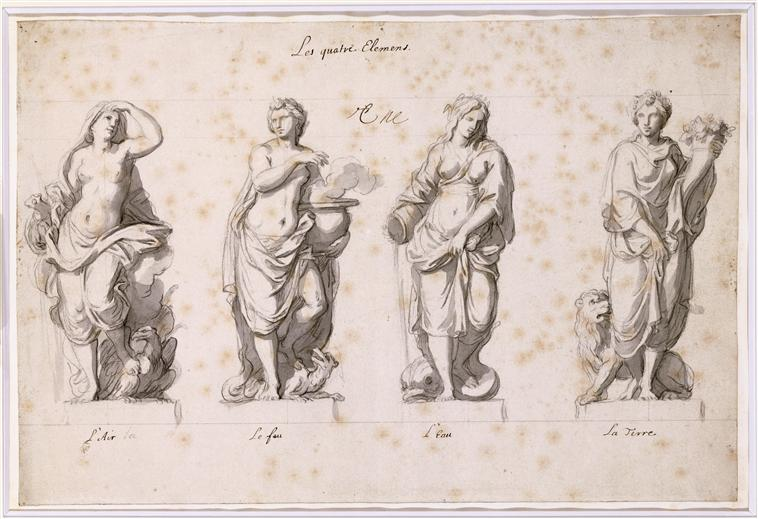
Le Brun, I quattro elementi
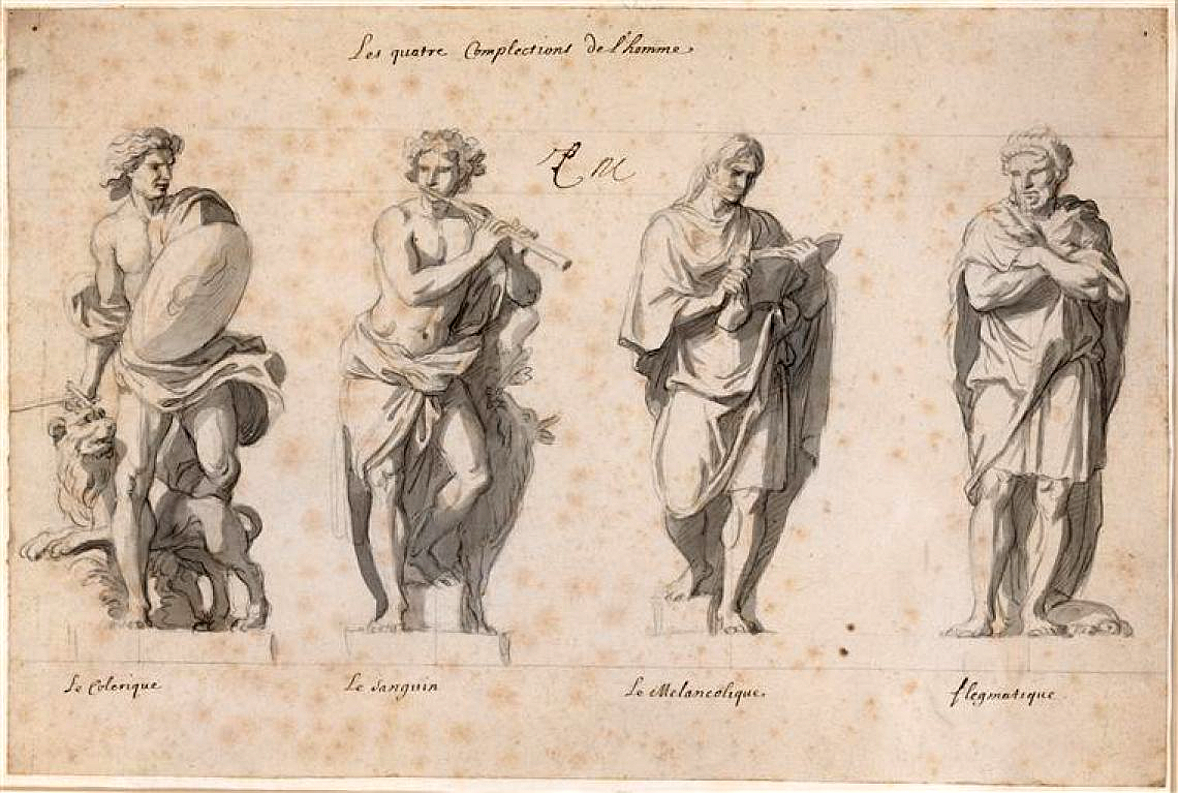
Le Brun, I quattro umori dell'uomo
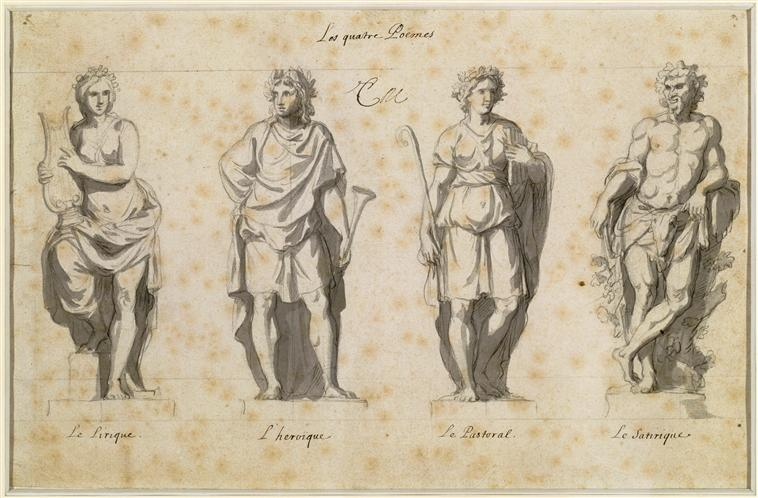
Le Brun, Le quattro forme di poesia

## Descrizione
Le 24 statue erano personificazioni delle quaterne classiche:
- I quattro umori dell'uomo

- Melanconico
- Flemmatico
- Collerico
- Sanguigno

- Le quattro parti del giorno

- Mattino
- Mezzogiorno
- Sera
- Notte

- Le quattro parti del mondo

- Europa
- Africa
- Asia
- America

- Le quattro forme di poesia

- Lirica
- Pastorale
- Satirica
- Epica

- Le quattro stagioni

- Primavera
- Estate
- Autunno
- Inverno

- I quattro elementi

- Fuoco
- Aria
- Terra
- Acqua

In aggiunta vi era un gruppo rappresentante quattro rapimenti del mondo classico:

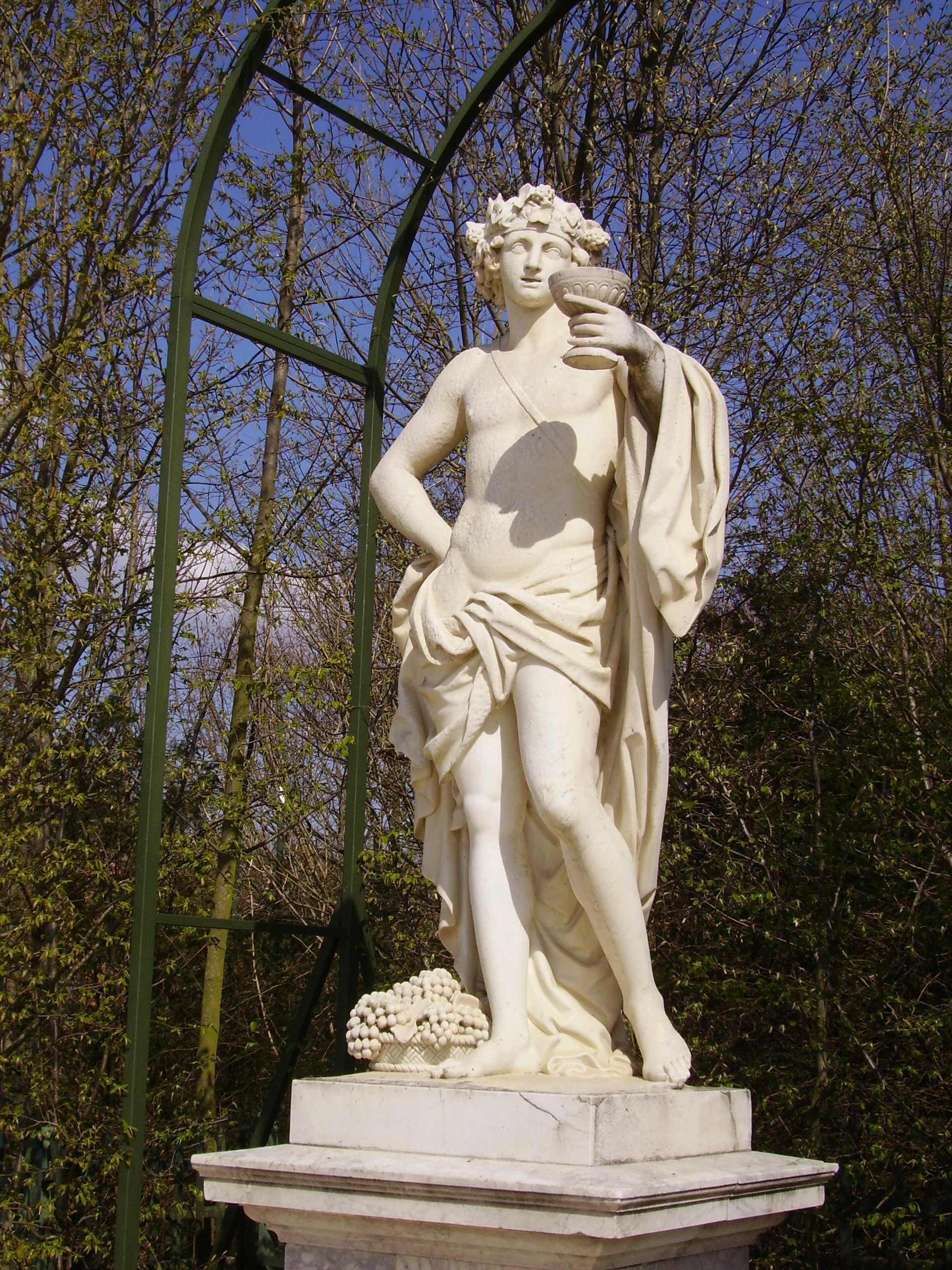
Thomas Regnaudin, L'Automne sous les traits de Bacchus (l'autunno rappresentato da Bacco), copia presente nei giardini di Versailles.

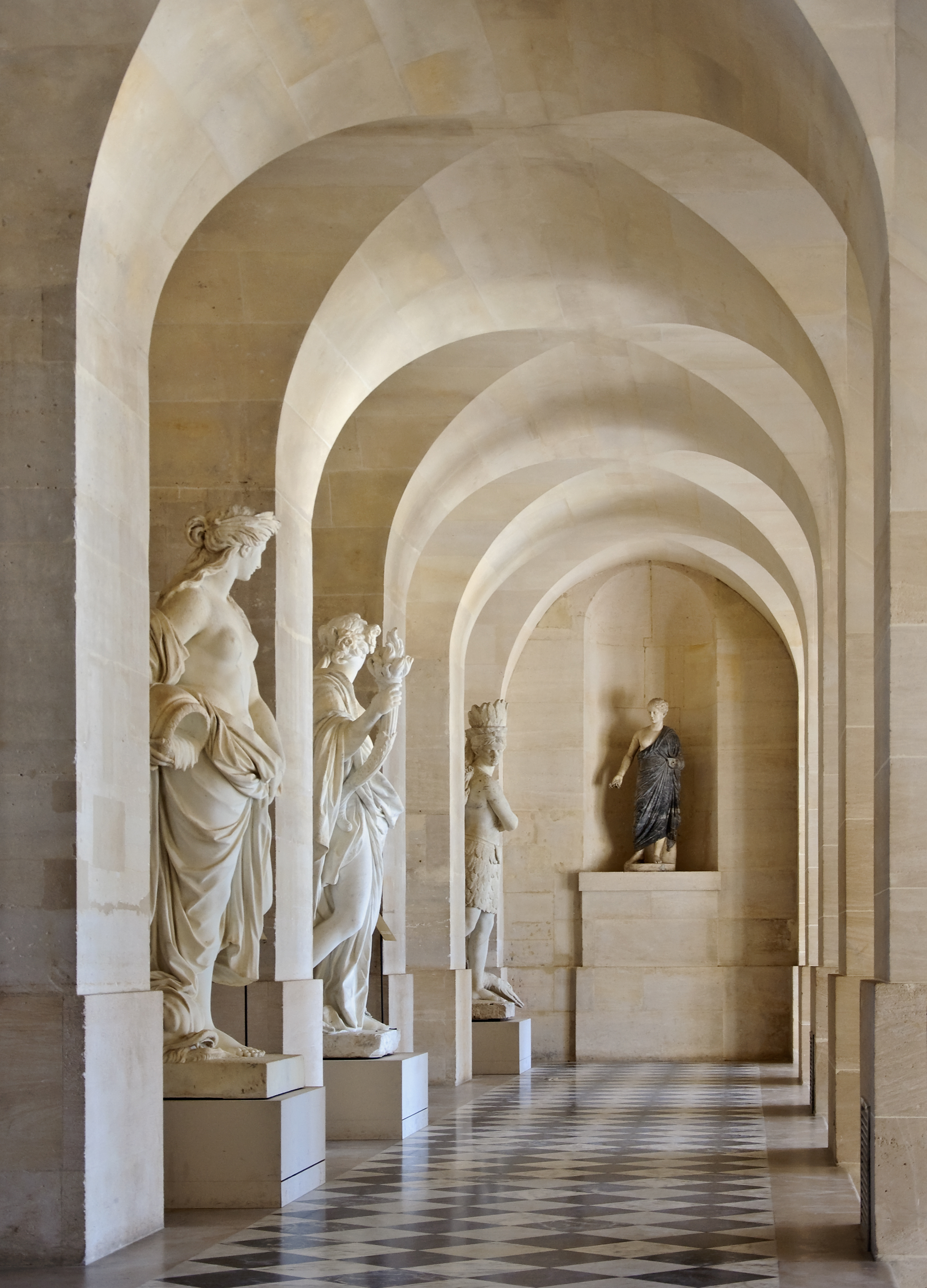
Le statue originali dell'Inverno, della Notte e dell'America preservate nella galerie basse della Reggia di Versailles.

- I quattro rapimenti:

- Persefone ad opera di Plutone
- Cibele ad opera di Saturno
- Orizia ad opera di Boreas
- Coronide ad opera di Nettuno

|                                                 |                                                    |                                           |                                        |
| Melanconico di Michel de la Perdrix, (? - 1693) | Flemmatico di Matthieu Lespagnandelle, (1617–1689) | Collerico di Jacques Houzeau, (1624–1691) | Sanguigno di Noël V Jouvenet, (?-1716) |

|                                                  |                                           |                                        |                                 |
| Mattino di Pierre Legros il Vecchio, (1629–1714) | Mezzogiorno di Gaspard Marsy, (1624–1681) | Sera di Martin Desjardins, (1637–1694) | Notte di Jean Raon, (1631–1707) |

|                                        |                                   |                                          |                                            |
| Europe di Pierre Mazeline, (1632–1708) | Africa di Jean Cornu, (1650–1710) | Asia di Léonard Roger, (1644-après 1694) | America di Gilles Guérin, (1611/1612-1678) |

|                                                     |                                                    |                                                        |                                               |
| La poesia lirica di Jean-Baptiste Tuby, (1635–1700) | La poesia pastorale di Pierre Granier, (1655–1715) | La poesia satirica di Philippe de Buyster, (1595–1688) | La poesia epica di Jean Drouilly, (1641–1698) |

|                                           |                                       |                                          |                                           |
| Primavera di Laurent Magnier, (1618–1700) | Estate di Pierre Hutinot, (1616–1679) | Autunno di Thomas Regnaudin, (1622–1706) | Inverno di François Girardon, (1628–1715) |

|                                       |                                        |                                     |                                                |
| Fuoco di Nicolas Dossier, (1629–1700) | Aria di Etienne Le Hongre, (1628–1690) | Terra di Benoît Massou, (1627–1684) | Acqua di Pierre Legros il Vecchio, (1629–1714) |

|                                                       |                                                         |                                                             |
| Borea rapisce Orezia di Anselme I Flamen, (1647–1717) | Saturno rapisce Cibele di Thomas Regnaudin, (1622–1706) | Plutone rapisce Persefone di François Girardon, (1628–1715) |